# Unidad Magisterial San José
Unidad Magisterial San José es una localidad de México, localizada en el municipio de Santiago Tulantepec de Lugo Guerrero en el estado de Hidalgo.

## Geografía
Se encuentra en la región geográfica del Valle de Tulancingo. A la localidad le corresponden las coordenadas geográficas 20° 03’ 27.962” de latitud norte y 98° 24’ 13.241” de longitud oeste; con una altitud de 2186 m s. n. m. Cuenta con un clima semiseco templado.
En cuanto a fisiografía se encuentra en la provincia del Eje Neovolcánico, dentro de la subprovincia de Lagos y Volcanes de Anáhuac; su terreno es de lomerío. En lo que respecta a la hidrografía se encuentra posicionado en la región del Pánuco, dentro de la cuenca del río Moctezuma, y en la subcuenca del río Metztitlán.

## Demografía
En 2020 registró una población de 1486 personas, lo que corresponde al 3.76 % de la población municipal. De los cuales 727 son hombres y 759 son mujeres.
| Gráfica de evolución demográfica de Unidad Magisterial San José entre 2005 y 2020            |
|                                                                                              |
| Población de los censos y conteos del Instituto Nacional de Estadística y Geografía (INEGI). |